# Ayyám-i-Há
Ayyám-i-Há refere-se a um período de 5 dias intercalares no Calendário bahá'í, onde os Bahá'ís celebram o Festival de Ayyám-i-Há. Os quatro ou cinco dias ocorrem entre o 18º e o 19º mês do calendário, de 26 de fevereiro a 1 de março e permite que o calendário Bahá'í fique sincronizado com o ano solar com os 365 dias, e 366 dias quando é ano bissexto.

## História
O Báb, o precursor da Fé Bahá'í, instituiu o Calendário Badí (que é o mesmo calendário Bahá'í) no Livro Sagrado o Bayán, com 19 meses de 19 dias cada, e um período de dias intercalares para completar os dias do calendário solar. A introdução de dias intercalares foi marcado historicamente por uma quebra dos costumes do Islã, devido ao fato de que a prática de intercalação havia sido especificamente proibida no Corão. O Báb, entretanto não especificou onde os dias intercalares ficariam. Bahá'u'lláh, que se declarou o Prometido do Báb e das demais religiões, confirmou a adoção do calendário Badi no Kitáb-i-Aqdas, o livro das leis. Ele estabeleceu os dias intercalares antes da Festa de Dezenove Dias de `Alá, os 19º e último mês, e deu o nome de "Ayyám-i-Há" para os dias intercalares ou "Dia de Deus".

## Simbolismo e celebração
Os dezenove meses do calendário Bahá'í possuem nomes de atributos de Deus Ayyám-i-Há, que significa os Dias de Deus ou Dias de Há é uma letra árabe correspondente ao H é uma celebração da transcendência de Deus desde que "Ha" foi usado como um símbolo para essência de Deus na literatura Bahá'í. No sistema arábico abjad, a letra Há possui o valor numérico de 5, que é igual ao valor máximo de números de dias no Ayyam-i-Há.
Durante o festival de Ayyám-i-Há, os Bahá'ís são encorajados a celebrar Deus e Sua unicidade demonstrando amor, cortesia e unidade. Eventualmente os Bahá'ís oferecem e aceitam presentes, como no natal. Também é um tempo que pode ser especialmente utilizado para caridade e boas ações, e os Bahá'ís frequentemente participam de vários projetos de natureza humanitária.